# Shoeman’s Sting
Shoeman’s Sting ist eine Felsformation am nördlichen Ende des Ningaloo Reefs, etwa 500 Meter vor der Westküste Australiens. Sie ist nadelförmig, etwa 60 Meter hoch und besteht vorwiegend aus Granit. Die Spitze dieser Formation befindet sich nur etwa einen Meter unter der Meeresoberfläche, bei Niedrigwasser ist der obere Teil teilweise vom Land aus sichtbar. Am unteren Ende hat Shoeman’s Sting einen Durchmesser von etwa 10 Metern, am oberen Ende von 2 Metern.
Der Felsen wurde nach dem aus Bremen stammenden Handelsschiffskapitän Peter Schumann benannt, der 1912 mit seinem Schiff auf den Felsen auffuhr und dieses schwer beschädigte. Er kartografierte die Stelle und meldete sie den Behörden der britischen Kronkolonie als Gefahrenpunkt. Trotzdem kommt es immer wieder vor, dass Schiffe auf den Felsen auflaufen, wie etwa 2003 das unter philippinischer Flagge fahrende Fischereischiff „Madelaine“. Da es sich um ein Naturschutzgebiet handelt, sind auch heute noch keine Warnzeichen aufgestellt.
Heute ist Shoeman’s Sting ein beliebter Anlaufpunkt für Taucher im Tauchparadies des Ningaloo Reefs. Die Felsnadel ist rundum mit Korallen besetzt und bietet zahlreichen Riffbewohnern ein Zuhause.